# Napoli Calcio a 5 2015-2016
Questa pagina raccoglie i dati riguardanti il Napoli Calcio a 5, squadra di calcio a 5 militante in serie A, nelle competizioni ufficiali della stagione 2015-2016.

## Calciomercato

### Sessione estiva
| Lucas Bolo        | Santiago        |
| Gianluca Brancati | Alma Salerno    |
| Tiago De Bail     | Lazio           |
| Jader Fornari     | Pinocho         |
| Donato Massafra   | Policoro        |
| Cristian Rizzo    | Catania Librino |
| Simone Tatonetti  | Pescara         |

| Christian Bertoni | ritirato          |
| Mattia D'Avalos   | Real San Giuseppe |
| Vincenzo Milucci  | Real Rieti        |
| Andrea Sinno      | Feldi Eboli       |
| Franciel Soso     | Augusta           |

### Sessione invernale
| Renan Botteghin  | Aosta        |
| Vincenzo Milucci | Real Rieti   |
| Fabrizio Rotella | Catanzaro SG |

| Rodrigo Bertoni  | Partenope    |
| Cristian Rizzo   | Salinis      |
| Simone Tatonetti | Catanzaro SG |

## Rosa 2015-2016
| N° | Naz.                                   | Ruolo | Sportivo          | Anno     |  |  |
| -- | -------------------------------------- | ----- | ----------------- | -------- |  |  |
| 1  | Italia (bandiera)                      | POR   | Donato Massafra   | 24.12.89 |  |  |
| 2  | Italia (bandiera)                      | PIV   | Gennaro Galletto  | 12.12.93 |  |  |
| 3  | Brasile (bandiera) · Italia (bandiera) | DIF   | Rodrigo Bertoni   | 01.12.78 |  |  |
| 3  | Italia (bandiera)                      | POR   | Fabrizio Rotella  | 26.04.90 |  |  |
| 6  | Italia (bandiera)                      | DIF   | Vincenzo Botta    | 03.09.84 |  |  |
| 7  | Spagna (bandiera)                      | LAT   | Javier Rodríguez  | 20.03.89 |  |  |
| 9  | Spagna (bandiera)                      | PIV   | Pedro Toro        | 24.03.91 |  |  |
| 10 | Brasile (bandiera)                     | PIV   | Jader Fornari     | 21.01.83 |  |  |
| 11 | Brasile (bandiera)                     | LAT   | Tiago De Bail     | 05.05.83 |  |  |
| 13 | Brasile (bandiera)                     | LAT   | Bico Pelentir     | 08.07.85 |  |  |
| 14 | Argentina (bandiera)                   | DIF   | Lucas Bolo        | 12.03.92 |  |  |
| 17 | Spagna (bandiera)                      | LAT   | Alejandro Vega    | 12.01.85 |  |  |
| 18 | Italia (bandiera)                      | LAT   | Vincenzo Milucci  | 13.07.92 |  |  |
| 19 | Italia (bandiera)                      | POR   | Gianluca Brancati | 19.08.91 |  |  |
| 20 | Italia (bandiera)                      | PIV   | Cristian Rizzo    | 02.02.91 |  |  |
| 22 | Italia (bandiera)                      | POR   | Simone Tatonetti  | 01.06.92 |  |  |

## Under 21
| N° | Naz.               | Ruolo | Sportivo            | Anno     |  |  |
| -- | ------------------ | ----- | ------------------- | -------- |  |  |
| 5  | Italia (bandiera)  | LAT   | Claudio Virenti     | 14.05.97 |  |  |
| 8  | Italia (bandiera)  | LAT   | Gennaro Canneva     | 17.11.95 |  |  |
| 12 | Italia (bandiera)  | POR   | Jurij Bellobuono    | 22.01.98 |  |  |
| 16 | Brasile (bandiera) | LAT   | Renan Botteghin     | 09.02.94 |  |  |
| 23 | Italia (bandiera)  | DIF   | Francesco Galluccio | 10.06.96 |  |  |
| 30 | Italia (bandiera)  | LAT   | Antonio Molaro      | 08.04.98 |  |  |